# Veules
Il Veules è un fiume francese che bagna Veules-les-Roses. Lungo 1,3 km, si getta nel canale della Manica.È considerato come fiume più corto della Francia.